# The Angry Beavers
The Angry Beavers (Os Castores Pirados no Brasil) foi uma série animada americana sobre Daggett e Norbert Castor, dois castores irmãos que saíram da casa da mãe para viverem como dois "solteirões" no meio da floresta. As aventuras e situações que eles passam geralmente levam eles a revelarem seus defeitos como pessoa. O programa estreou nos Estados Unidos em 1997, logo após o Nickelodeon Kids Choice Awards daquele ano, e foi cancelado entre muita controvérsia em 2001, ainda com episódios não exibidos. Foi criado por Mitch Schauer.
No Brasil, a série foi exibida pela Nickelodeon entre 1998 e 2003 e entre 2007 e 2011, pela Rede Globo dentro do programa Angel Mix (com o nome de Norb e Dag, os Irmãos Castores) em 1999 e Xuxa no Mundo da Imaginação em 2004. Já foi exibida na Rede Bandeirantes, no programa Band Kids, em 2010 e 2011.

## Personagens
- Daggett "Dag" Doofus Castor: Dag é o irmão mais novo de Norbert - por uma diferença de quatro minutos. Ele é louco, hiperativo e cômico. Ele diz várias frases estranhas e gosta de chamar os nomes das pessoas. Uma interjeição que ele usa bastante é um 'eh' no fim das frases (em um episódio de Invasor Zim, Zim homenageia Dag usando esse 'eh'). Possui uma personalidade meio infantil e possui uma grande inveja pelo irmão. Tem um cabelo espetado para baixo e tem uma cor marrom madeira. Tem mania de dizer:"Pirimpampum".
- Norbert "Norb" Foster Castor: Norb é o irmão mais velho. Possui muitos hobbies excêntricos e freqüentemente (e intencionalmente) pronuncia as palavras de forma errada para efeitos cômicos. Geralmente é a voz da razão, tentando deter que o jeito tolo de seu irmão cause problemas. Tem uma cor bege madeira.
- Stacy & Chelsea: As irmãs mais novas de Dag e Norb. Elas fizeram uma rápida aparição no primeiro episódio, numa cena rápida, sendo carregadas no colo da Mãe de Dag e Norb. Stacy e Chelsea gostam muito dos seus irmãos mais velhos e vê-los brigando as deixam tristes. Stacy tem uma personalidade que se assemelha ao Norb e ela tem a mesma cor. Já Chelsea lembra mais o Dag e tem a cor marrom madeira.
- Toco: Toco é um simples toco de uma árvore que Daggett conheceu e apresentou as outras criaturas da floresta. Logo, Toco se tornou bem popular. Ele apenas se movimenta fora da tela, de forma bem parecido com Plank de Du, Dudu & Edu.
- Barry Urso: Um amante da disco, amigo de Dagget e Norbert. É claramente inspirado em Barry White. É um cantor famoso, que Norb e Dag já tentaram explorar diversas vezes. Sempre que ele vê um palhaço, ele se lembra dos dias em que trabalhava no circo e se lamenta, dizendo: "Oh, os maaaaaus tempos!".
- Florzinha: O amor da vida de Norbert, que ele conheceu durante um show hippie. Ela antes costumava ser uma hippie, mas agora é uma mulher de negócios, e também é uma grande compositora de música de elevador (cuja música parece uma referência à Brian Eno).
- Bing: Um lagarto irritante que anda com Norb e Dag. Ele fala rapidamente e continuamente.
- Trucee: Um caminhoneiro que só pensa em caminhões. Ele odeia Daggett, e Daggett o odeia. Namorou Florzinha durante um breve período, causando conflito entre ele e Norbert.
- Oxnard Montalvo: Um ator de filmes B, ídolo de Norb e Dag. Norb e Dag sempre assistem filmes de terror em preto e branco (sempre desenhados de forma mais "séria", diferente do estilo normal da série). Uma homenagem óbvia aos filmes de terror da década de 1950. O nome parece ser uma paródia de Ricardo Montalban, mas na verdade trata-se de uma homenagem às cidades de Oxnard e Ventura, ambas da Califórnia.
- Toluca Lake: Outro ator de filmes B. O nome é uma cidade da Califórnia.
- El Grapadura: O lutador de luta-livre favorito dos castores (em especial de Dagget).
- Cientista Nº1 e Pete: Dois cientistas. Usam em diversos momentos os castores para experimentos estranhos. Nº1 possui um queixo proeminente e sempre usa óculos escuros. É arrogante e incapaz. No episódio, Vantastic Voyage, é revelado que ele nunca foi para a escola. Pete tem bastante semelhança com o Sr. Burns de Os Simpsons, e fala apenas com um murmúrios incompreensíveis que só o Nº1 parece entender. Ambos gostam de afirmam que são cientistas porque usam jalecos bracos. Em um momento, ele usaram jalecos verdes, fazendo deles dois ecologistas.
- Bill Lambedura: Apresentador de programas e anunciante.

### Popularidade
A série foi bastante popular durante seu tempo de exibição, apesar de alguns a acharem fraca e sem inspiração. Os Castores Pirados era 'o programa' que mantinha os adolescentes e adultos interessados na Nickelodeon no final da década de 1990. Tinha um senso de humor mais sofisticado em relação a trocadilhos e referências culturais. Por exemplo, em um episódio, o Cientista Nº1 transformou um dos castores em uma criatura que possuía a infame "Mão do Diabo" de Boris Karloff. Em outro, Norbert quer se tornar canadense porque William Shatner é canadense. O programa era tolo e irreal o bastante para atrair a atenção das crianças também. Infelizmente, ele foi exibido durante o auge do sucesso dos Rugrats, o que, segundo muitos fãs, ofuscou o sucesso da série, não tendo o sucesso merecido. Muitos comparam a série com A Vida Moderna de Rocko, Hey Arnold! e Ren & Stimpy, como um dos Nicktoons mais influentes dos anos 90. Muitas animações atuais demonstram influência dele. Bob Esponja Calça Quadrada, por exemplo, possui o mesmo padrão de humor, e também tem um estilo de animação bem similar. Os Castores Pirados têm uma legião de fãs pequena, mas fiel, especialmente desde que o programa voltou a ser exibido no Nicktoons Channel.

### Aspectos Culturais
Alguns aspectos memoráveis dos personagens, como a adoção compulsiva da parte de Dagget de um alter-ego super-herói chamado "Castor Musculoso" (cuja roupa consistia a uma mascara de esqui, um suéter com enchimento, uma cueca por cima das calças, meias e uma capa), chamava a atenção tanto dos espectadores mais jovens, como dos mais velhos. Por exemplo: crianças e adultos vão se divertir com essa roupa, mas os adultos podem ir além, e acharem o nome "Castor Musculoso" como sendo vagamente risqué.

### Trilha sonora
A trilha sonora do programa traz elementos de jazz e bossa nova. Muitas músicas do programa são baseadas na trilha sonora do filme Butch Cassidy and the Sundance Kid, de 1969.

## Premiação
| Premiação                    | Categoria                            | Nomeação                |
| ---------------------------- | ------------------------------------ | ----------------------- |
| World Animation Celebration  | Melhor Animação Produzido por Diurno | Mitch Schauer           |
| World Animation Celebration  | Melhor Diretor para diurno Série     | Robert Hughes           |
| Motion Picture Sound Editors | Melhor Edição de som                 | Tim Borquez, Thom Syslo |
| Annie Awards                 | Melhor Programa de Televisão         | Mitch Schauer           |
| Annie Awards                 | Melhor Diretor de Efeitos Especiais  | Joel Krasnove           |
| Annie Awards                 | Melhor Produção                      | Mitch Schauer           |
| Annie Awards                 | Melhor Produção Promocional          | Mitch Schauer           |

## Controvérsias
Ao longo dos anos em que esteve no ar, ocorreram tensões entre o criador da série, Mitch Schauer e a Nickelodeon, com o canal impondo restrições aparentemente arbitrárias ao conteúdo do programa. Em 1998, no episódio Alley Oops!, que mostrava Norb dizendo "Ah, cala a boca, Dag!" (Oh, shut up, Dag!), censurou a palavra "shut" (de shut up).  Apesar de ter sido renovado por quatro temporadas, mas Schauer continuou a ter tensões contra a divisão de Padrões e Práticas da Nickelodeon. No episódio final, Bye Bye Beavers, os castores são informados por e-mail que seu programa foi cancelado, e eles criticam abertamente o canal por cancelar programas e continuar a reprisá-los por vários anos. O episódio final foi proibido pela Nickelodeon de ir ao ar e nunca foi exibido por quebrar uma das regras de Padrões e Práticas da Nickelodeon ao fazer referência ao término da série, indicando a quarta parede.

### Cancelamento
Ao todo, foram produzidos 63 episódios, uma vez que a série foi cancelada antes de completar o número planejado de 65 episódios. Muitos fãs do programa ficaram desapontados quando o programa foi cancelado em 2002, e foi criada uma petição on-line para reverter a situação.
Em 2003, a controvérsia chegou ao Brasil e a série foi cancelada do seu horário fixo na Nickelodeon Brasil, passando para o bloco Nick Vs Nick e em maratonas temáticas. Em 2004, deixou de ser exibida no Brasil. Em 2009, a série voltou a ser exibida na Nickelodeon Brasil durante a noite, mas deixou de ser exibida no ano seguinte.

## Episódios

### 1ª Temporada
1. Snowed In (Piloto - Não exibido)
2. Born to Be Beavers / Up All Night
3. A Dam Too Far / Long in the Teeth
4. Presentes / Um Dia na Torcida
5. O Duelo na Estrada / Salmon Sez
6. Castores de Praia à Go-Go / Patrulheiro Maluco
7. Muscular Beaver / Fish and Dips
8. Enter the Daggett / Bug-A-Boo
9. Mission to the Big Hot Thingy / I Dare You
10. Stinky Toe / Condicionamento de Casa
11. Festa na Árvore / Adivinha Quem Veio pra Jantar?
12. Fancy Prance / H2Whoa!
13. The Bing That Wouldn't Leave / You Promised
14. Bummer of Love / Food of the Clods
15. Died! / Morri

### 2ª Temporada
1. Kandid Kreatures / Fakin' It
2. Beaver Fever / Same Time Last Week
3. Muscular Beaver 2 / Stump Seeks His Roots
4. Tree of Hearts / Dag for Night
5. Un-barry-ble / Another One Bites the Musk
6. The Mighty Knothead / Pond Scum
7. Bobagem Total / Espécie Ameaçada
8. Delícia dos Madeireiros / Cumprindo Pena no Zoológico
9. Amigos, Romanos, Castores / Uma Coisinha Que Gruda
10. Se Você Insiste / Hora do Boliche (onde a controvérsia sobre o desenho começou… veja acima)
11. Aberto Para Zumbis / Garçons Burros
12. Pelados / Gonna Getcha
13. The Day the World Got Really Screwed Up (o único episódio de 30 minutos da série; é também o especial de Halloween)

### 3ª Temporada
1. My Bunnyguard / What's Eating You?
2. Omega Beaver / Bite This!
3. Spooky Spoots / Up all night 2: Up All Day
4. Muscular Beaver 3 / Sang 'em High
5. In Search of Big Byoo-Tox / Moronathon Man
6. The Legend of Kid Friendly / Silent but Deadly
7. Pass It On! / Stump's Family Reunion
8. Tough Love / A Little Dad'll Do You
9. Too Loose Latrine / Pack Your Dags
10. Daguinho Querido /  Dag's List
11. O Castor Musculoso 4 / Aja Conforme a Sua Idade
12. Mistaken Identity / Easy Peasy Rider
13. Encarando a Vida / I'm Not an Animal, I'm Scientist #1
14. Norberto y Daggetto en El Grapadura Y El Castor Malo / The Loogie Hawk
15. Kreature Komforts / Oh, Brother?
16. Das Spoot / SqOtters
17. Long Tall Daggy / Brincadeiras
18. Dagski and Norb / Come Shell or High Water
19. Nice & Lonely / Soccer? I Hardly Knew Him!
20. Batida de Cauda / Ataque Alienígena
21. Disputa de Quartos / Com Medo de Urso
22. Brothers…to the End? / Castores Europeus
23. Strange Allure / Partying Is Such Sweet Sorrow

### 4ª Temporada
1. Chocolate Up to Experience / Three Dag Nite
2. All in the Colony / Line Duncing
3. The Beave Master / Deck Poops
4. Fat Chance / Dag no Espelho
5. Questão de Estado / O Alce Aparece
6. Driving Misses Daggett / Big Fun
7. Moby Dopes / Present Tense
8. House Sisters / Muscular Beaver 5
9. It's a Spootiful Life / The Mom from U.N.C.L.E.
10. Viagem Fantástica / Caixa de Cereal
11. The Big Frog / Dag Con Carnie
12. Damnesia / The Posei-Dam Adventure
13. Óculos Especiais / passeio de moto

### 5ª Temporada
1. A Tail of Two Rangers / Bye Bye Beavers (não exibido)

## Dubladores

### Brasil
- Norbert: Alexandre Moreno
- Dagget: Guilherme Briggs
- Estúdios de Dublagem: Herbert Richers

### Portugal
- Norbert: Paulo Espírito Santo
- Dagget: Júlio Martin
- Estúdios de Dublagem: Novaga